# Григоровка (Тельмановский район)
Григоровка (укр. Григорівка) — село на Украине, находится в Тельмановском районе Донецкой области. Под контролем самопровозглашённой Донецкой Народной Республики.

## География
К западу от села проходит линия разграничения сил в Донбассе (см. Второе минское соглашение).
В Донецкой области имеется ещё 4 одноимённых населённых пункта, в том числе 2 в Амвросиевском районе: сёла Григоровка (Алексеевский сельский совет) и Григоровка (Многопольский сельский совет); 2 в Бахмутском районе: сёла Григоровка (Калининский поселковый совет) и Григоровка (Серебрянский сельский совет).

### Соседние населённые пункты по странам света
С: —
СЗ: Старомарьевка
СВ: Новая Марьевка
З: —
В: —
ЮЗ: Николаевка
ЮВ: Шевченко, Петровское, Запорожец, Луково
Ю: —

## История
В 1945 г. постановлением Сталинского облисполкома хутор Принцфельд Старо-Мариентальского сельсовета переименовать в хутор Григорьевка. 
16 ноября село взято пол контроль ВСРФ

## Население
Население по переписи 2001 года составляло 211 человек.

## Общие сведения
Код КОАТУУ — 1424882902. Почтовый индекс — 87152. Телефонный код — 6279.

## Адрес местного совета
87150, Донецкая область, Тельмановский р-н, с. Луково, ул. Первомайская, 12